# Alessandra Celletti (pianista)
Alessandra Celletti (Roma, 6 giugno 1966) è una pianista e compositrice italiana.

## Biografia
Si è diplomata al Conservatorio di Santa Cecilia a Roma e si è perfezionata con Vera Gobbi Belcredi. Ha suonato in Italia, Francia, Inghilterra, Germania, Portogallo, Danimarca, Repubblica Ceca, Austria, Spagna, Stati Uniti, Mozambico, Tunisia, India.
Pubblica nel 2006 l'album “Chi mi darà le ali; il suo repertorio di interprete include, tra le altre, composizioni di Erik Satie, Claude Debussy, Maurice Ravel, Baldassarre Galuppi, Leos Janáček, Gurdjieff/De Hartmann, Scott Joplin, John Cage e Philip Glass.
Nel 2007 pubblica “The Golden Fly“ per l’etichetta Kha Records; nel 2008 l’album “Way Out” per l’etichetta inglese LTM Recordings nel quale le sonorità del pianoforte si fondono alla ritmica della batteria e alla voce.
Celletti ha collaborato con l’artista concettuale svedese Paulina Wallenberg Olsson, il sassofonista Nicola Alesini, il percussionista Marcello Piccinini, il poeta Beppe Costa, il polistrumentista Luca Venitucci, il contrabbassista Daniele Ercoli, la violinista Her, il tereminista Maurizio Mansueti, il batterista Charles Hayward, il compositore Lawrence Ball, l'attore Flavio Bucci, la danzatrice Gloria Pomardi, l'artista Giorgio Andreotta Calò, l'artista Ray Caesar, il compositore inglese Mark Tranmer (aka GNAC) con il quale ha pubblicato l’album “The Red Pages“ e l’esponente della musica elettronica sperimentale contemporanea, Hans Joachim Roedelius con il quale, nel 2009 per l’etichetta nord americana Transparency, ha composto e inciso l’album “Sustanza di cose sperata".
È del 2011 “Crazy Girl Blue”, tredicesimo album, parallelamente al quale viene pubblicata un’edizione in cofanetto a tiratura limitata di 200 esemplari numerati di “Sketches of Sacagawea”, dedicato all’eroina nativa americana Sacagawea, nato grazie all’invito di Gianni Maroccolo (Litfiba/C.S.I./PGR). Celletti ha partecipato a Vdb23/Nulla è andato perso, un album di Maroccolo e Claudio Rocchi, dove si alternano venti musicisti tra i quali Franco Battiato, Cristina Donà, Cristiano Godano dei Marlene Kuntz, Emidio Clementi dei Massimo Volume, Piero Pelù e Ghigo Renzulli dei Litfiba, Massimo Zamboni dei CCCP Fedeli alla linea/C.S.I. e dove esegue i brani composti da Maroccolo Rinascere, Hugs Suite e Una Corsa.
Con l’artista surrealista tedesco Jaan Patterson, nel 2011 compone l’album-sonorizzazione che accompagna l’uscita dell’inedito di George Bataille “W.C.” per la casa editrice Transeuropa.
Del 2016 il progetto “Working on Satie” insieme all’artista figurativo Onze. Il lavoro grazie ad un crowdfunding è diventato un cd e dvd e lo spettacolo è stato ospitato per due date, entrambe sold out, al Romaeuropa Festival 2016.
Nel 2020 esce Love Animals un cofanetto con un cd e un dvd con due animazioni realizzate dalla video-artista Paola Luciani. Sempre del 2020 la collaborazione con il musicista Alberto Tre e con Ian Urbina, giornalista del New York Times, per la composizione di Heroes parte del progetto The Outlaw Ocean.
Nel 2021 Alessandra Celletti ha portato la sua musica lungo i corsi d'acqua del Friuli Venezia Giulia con il suo "Mini Piano Tour Experience".
Nel giugno del 2023 si esibisce nella esclusiva cornice del festival "Musiche nuove a Piacenza" presso l'ex convento di Santa Chiara .

## Il tour "Piano Piano on the Road"
Nell’estate del 2013 Alessandra Celletti ha portato il suo pianoforte in giro per l’Italia a bordo di un camion con il progetto “piano piano on the road”. L’intero itinerario è diventato un documentario per la regia di Marco Carlucci prodotto da PrimaFilm, selezionato in concorso all’Edmonton International Film Festival in Canada e al Festival Zagreb Dox in Croazia. Il trailer ha vinto il “Premio Roma Videoclip – Il Cinema incontra la Musica” XXI edizione, mentre il documentario ha vinto il concorso "DOC Travel" dell'undicesima edizione del Festival del Viaggio di Firenze. Il regista francese Patrice Leconte su questo progetto ha dichiarato: "Conosco bene le composizioni di Alessandra Celletti, questa bella pianista che, quando si siede al piano brilla di una luce che la rende ancora più bella. Lei mi ha raccontato del suo progetto un po' pazzo, ma emozionante e originale: portare la musica in lungo e in largo e sedurre le persone lungo i chilometri. Ed io la immagino, seduta al suo pianoforte, a bordo di un grande camion, avvolta dalla luce del tramonto, mentre le stelle lassù cominciano a disegnare il cielo blu marino; lei si lascia andare alle melodie più dolci, come un'immagine sognata di un film di Fellini".

## Discografia

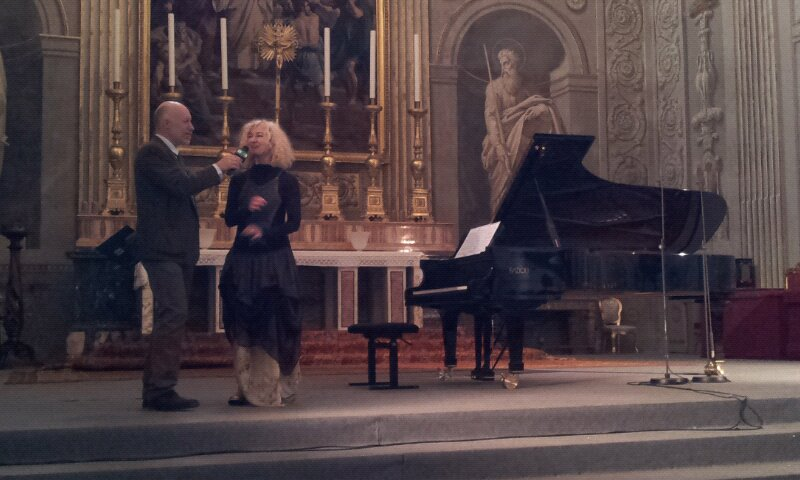
Alessandra Celletti durante il suo concerto al Quirinale, marzo 2012

### Album in studio
- 1994 - Debussy, Ravel, Satie Les sons et les parfums
- 1996 - Autori boemi Viaggio a Praga
- 1997 - Overground
- 1998 - Gurdjieff-de Hartmann Hidden Sources
- 2000 - Erik Satie Esoterik Satie
- 2002 - Scott Joplin Black Baby
- 2005 - Philip Glass Metamorphosis
- 2006 - Chi mi darà le ali
- 2007 - The Golden Fly
- 2008 - Way Out
- 2009 - Alessandra Celletti Plays Baldassarre Galuppi
- 2009 - Sustanza di Cose Sperata (con Hans-Joachim Roedelius)
- 2010 - The Red Pages (con Mark Tranmer)
- 2010 - Sketches of Sacagawea
- 2011 - W.C. (con Jaan Patterson)
- 2011 - Crazy Girl Blue
- 2013 - Above the Sky
- 2014 - Il Viandante nel Cuore dello Zodiaco
- 2016 - Working on Satie
- 2018 - Sacred Honey
- 2019 - Cellettiblue (vinile)
- 2020 - Love Animals
- 2020 - Philip Glass, John Cage, Arvo Pärt, Alan Hovhaness Minimal
- 2021 - Experience
- 2022 - Erik Satie: Gymnopédies & Gnossiennes
- 2023 - Working on Satie Second Part
- 2023 - Piano Encores
- 2023 - Above the sky
- 2024 - Love essence

### Partecipazioni
- 2012 - Marlene Kuntz Canzoni per un figlio
- 2014 - Gianni Maroccolo e Claudio Rocchi Vdb23/Nulla è andato perso
- 2019 - Gianni Maroccolo Alone Vol. 2
- 2021 - Alberto Tre e Ian Urbina  Heroes

## Video
- 2009 - Paraphernalia
- 2014 - Piano piano on the road
- 2016 - Working on Satie
- 2020 - Love Animals

## Filmografia
- Indistruttibile regia di Michele Citoni
- Le Fiabe di mia Madre regia di Paola Romagnani
- Elan Vital regia di Jason Loya
- Perché un film su Michele de Lucchi regia di Alessio Bozzer
- Mio duce ti scrivo, regia di Massimo Martella, documentario
- Nel nome di Antea, regia di Massimo Martella, documentario
- Revolver (2005) per la regia di Guy Ritchie